# Problepsis hemicyclata
Problepsis hemicyclata là một loài bướm đêm trong họ Geometridae.